# Francesco Roberti (politico)
Francesco Roberti (Montefalcone nel Sannio, 15 giugno 1967) è un politico italiano, dal 6 luglio 2023 presidente della Regione Molise.
È stato in precedenza sindaco di Termoli dal 9 giugno 2019 al 7 agosto 2023 e presidente della Provincia di Campobasso dal 3 settembre 2019 al 7 agosto 2023.  

## Biografia
Laureato in ingegneria elettronica all'Università degli Studi di Firenze, è iscritto all'Ordine degli ingegneri della provincia di Campobasso e svolge la professione quale progettista e collaudatore di opere strutturali, impianti tecnologici e sviluppo software per impianti industriali. È anche insegnante di elettronica all'ITIS "Ettore Majorana" di Termoli.

### Attività politica
Alle elezioni amministrative del 2002 si candida al consiglio comunale di Termoli, nelle liste di Forza Italia a sostegno del candidato sindaco di centro-destra Remo Di Giandomenico, risultando eletto consigliere comunale, ricoprendo l'incarico di presidente della 1ª commissione consiliare, e venendo confermato anche nel 2006, nel 2010 e nel 2014, dov'è stato segretario locale di Forza Italia e poi capogruppo del Popolo della Libertà (PdL)..
Il 16 novembre 2013, con la sospensione delle attività del PdL, aderisce alla rinascita di Forza Italia, di cui nel 2017 viene nominato commissario provinciale. Dal febbraio al novembre 2018 è anche consigliere provinciale di Campobasso.
Alle elezioni comunali in Molise del 2019 si candida a sindaco di Termoli, sostenuto da una coalizione di centro-destra formata da Forza Italia, Lega, Popolari per l'Italia, Fratelli d'Italia e le liste civiche "Diritti e Libertà Molise" e "Roberti Sindaco", raccogliendo il 47,87% dei voti e accedendo al ballottaggio col sindaco uscente del Partito Democratico (PD) Angelo Sbrocca (23,43%). Al ballottaggio del 9 giugno Roberti viene eletto sindaco con il 60,94% e superando l'uscente Sbrocca (39,06%).
Il 3 settembre 2019 viene eletto presidente della Provincia di Campobasso con il 67,3% delle preferenze, contro lo sfidante del centro-sinistra Giuseppe Caporicci, sindaco di Portocannone.
Il 7 agosto 2023 il consiglio comunale di Termoli approva la dichiarazione d'incompatibilità del sindaco, a seguito dell'elezione a Presidente del Molise il 6 luglio scorso.

#### Presidente della Regione Molise
In occasione delle elezioni regionali del 2023, Roberti diventa il candidato ufficiale del centro-destra per la carica di presidente della Regione Molise, sostenuto da una coalizione composta da Forza Italia, Fratelli d'Italia, Lega, Unione di Centro – Democrazia Cristiana – Noi di Centro (con candidati di Italia Viva e Molise al centro), Popolari per il Molise, Il Molise che Vogliamo e Il Molise in Buone Mani – Roberti Presidente – Noi moderati, risultando eletto con il 62% dei voti in una tornata elettorale caratterizzata da un forte astensionismo.

## Vicende giudiziarie
Il 25 febbraio 2025 viene indagato per corruzione in un filone di una più ampia inchiesta della Direzione distrettuale antimafia di Campobasso su un presunto traffico illecito di rifiuti, per episodi che sarebbero avvenuti tra il 2020 e il 2023 quando era sindaco di Termoli e presidente della provincia di Campobasso. Secondo l’accusa avrebbe favorito la società Energia Pulita e altre imprese, attraverso procedure amministrative agevolate e la concessione di autorizzazioni ambientali, in cambio di denaro e favori per se stesso e per sua moglie Elvira Gasbarro (anche lei indagata). Roberti ha commentato la notizia dell’indagine nei suoi confronti dicendo di aver avuto «sempre comportamenti corretti e rispettosi della legge: sono pronto a fornire alla magistratura tutte le necessarie informazioni utili a fare luce su ogni aspetto, affinché sia fatta piena chiarezza».